# Аллардвілл
Аллардвілл (англ. Allardville) — парафія в Канаді, у провінції Нью-Брансвік, у складі графства Глостер.

## Населення
За даними перепису 2016 року, парафія нараховувала 2032 особи, показавши скорочення на 2,4%, порівняно з 2011-м роком. Середня густина населення становила 3,1 осіб/км².
З офіційних мов обидвома одночасно володіли 1 010 жителів, тільки англійською — 35, тільки французькою — 970.
Працездатне населення становило 44,8% усього населення, рівень безробіття — 26,9% (33,7% серед чоловіків та 16,4% серед жінок). 92,5% осіб були найманими працівниками, а 5% — самозайнятими.
Середній дохід на особу становив $31 081 (медіана $24 768), при цьому для чоловіків — $37 907, а для жінок $23 483 (медіани — $34 560 та $18 651 відповідно).
18,8% мешканців мали закінчену шкільну освіту, не мали закінченої шкільної освіти — 41,7%, 39,8% мали післяшкільну освіту, з яких 14,1% мали диплом бакалавра, або вищий.
| Статево-вікова структура населення | Статево-вікова структура населення | Статево-вікова структура населення | Статево-вікова структура населення | Статево-вікова структура населення |
| ---------------------------------- | ---------------------------------- | ---------------------------------- | ---------------------------------- | ---------------------------------- |
|                                    |                                    |                                    |                                    |                                    |
| Всього                             | Всього                             | 51,7%48,3%                         |                                    |                                    |
| 0 — 14 років                       | 0 — 14 років                       |                                    | 11,6%                              | 11,6%                              |
| 15 — 64 років                      | 15 — 64 років                      |                                    | 64,9%                              | 64,9%                              |
| 65 і більше                        | 65 і більше                        |                                    | 23,5%                              | 23,5%                              |
| 85 і більше                        | 85 і більше                        |                                    | 1,2%                               | 1,2%                               |
| Середній вік (років)               | Середній вік (років)               | 46,247,3                           | 46,7                               | 46,7                               |
| Медіана (років)                    | Медіана (років)                    | 48,750,6                           | 49,6                               | 49,6                               |
| — чоловіки — жінки                 |                                    |                                    |                                    |                                    |

| Походження мешканців:     | Походження мешканців:     | Походження мешканців: | Походження мешканців: | Походження мешканців: |
| ------------------------- | ------------------------- | --------------------- | --------------------- | --------------------- |
| Походження                |                           |                       | осіб                  | %                     |
| Корінні американці        | Корінні американці        |                       | 275                   | 13.65%                |
| Інше північноамериканське | Інше північноамериканське |                       | 1 560                 | 77.42%                |
| Європейське               | Європейське               |                       | 720                   | 35.73%                |
| британське                | британське                |                       | 160                   | 7.94%                 |
| французьке                | французьке                |                       | 615                   | 30.52%                |

| Зайнятість населення за галузями (за класифікацією NOC): | Зайнятість населення за галузями (за класифікацією NOC): | Зайнятість населення за галузями (за класифікацією NOC): | Зайнятість населення за галузями (за класифікацією NOC): | Зайнятість населення за галузями (за класифікацією NOC): |
| -------------------------------------------------------- | -------------------------------------------------------- | -------------------------------------------------------- | -------------------------------------------------------- | -------------------------------------------------------- |
|                                                          |                                                          |                                                          |                                                          |                                                          |
| Управління                                               | Управління                                               |                                                          | 3,8%                                                     | 3,8%                                                     |
| Бізнес, фінанси та адміністрування                       | Бізнес, фінанси та адміністрування                       |                                                          | 7,1%                                                     | 7,1%                                                     |
| Природничі та прикладні науки                            | Природничі та прикладні науки                            |                                                          | 2,6%                                                     | 2,6%                                                     |
| Охорона здоров'я                                         | Охорона здоров'я                                         |                                                          | 9,6%                                                     | 9,6%                                                     |
| Освіта, правозахист, муніципальні та урядові служби      | Освіта, правозахист, муніципальні та урядові служби      |                                                          | 11,5%                                                    | 11,5%                                                    |
| Роздрібна торгівля та послуги                            | Роздрібна торгівля та послуги                            |                                                          | 17,3%                                                    | 17,3%                                                    |
| Гуртова торгівля, транспорт та обладнання                | Гуртова торгівля, транспорт та обладнання                |                                                          | 31,4%                                                    | 31,4%                                                    |
| Природні ресурси, сільське господарство                  | Природні ресурси, сільське господарство                  |                                                          | 8,3%                                                     | 8,3%                                                     |
| Виробництво                                              | Виробництво                                              |                                                          | 7,1%                                                     | 7,1%                                                     |

## Клімат
Середня річна температура становить 3,7°C, середня максимальна – 22,4°C, а середня мінімальна – -18°C. Середня річна кількість опадів – 1 123 мм.
| Клімат поселення                              | Клімат поселення | Клімат поселення | Клімат поселення | Клімат поселення | Клімат поселення | Клімат поселення | Клімат поселення | Клімат поселення | Клімат поселення | Клімат поселення | Клімат поселення | Клімат поселення | Клімат поселення |
| Показник                                      | Січ.             | Лют.             | Бер.             | Квіт.            | Трав.            | Черв.            | Лип.             | Серп.            | Вер.             | Жовт.            | Лист.            | Груд.            |                  |
| Середній максимум, °C                         | −5,19            | −3,74            | 1,59             | 7,90             | 15,17            | 20,88            | 22,40            | 21,61            | 16,31            | 10,39            | 4,21             | −3,36            |                  |
| Середня температура, °C                       | −11,58           | −10,13           | −4,8             | 1,52             | 8,78             | 14,49            | 18,18            | 17,40            | 12,10            | 6,20             | 0,01             | −7,56            |                  |
| Середній мінімум, °C                          | −17,97           | −16,52           | −11,19           | −4,88            | 2,38             | 8,09             | 13,98            | 13,20            | 7,93             | 1,99             | −4,19            | −11,75           |                  |
| Норма опадів, мм                              | 96               | 71               | 88               | 87               | 94               | 86               | 102              | 100              | 83               | 106              | 103              | 107              |                  |
| Середньомісячна швидкість вітру, м/с          | 4.20             | 4.14             | 4.20             | 4.01             | 3.69             | 3.26             | 2.93             | 2.92             | 3.20             | 3.64             | 3.85             | 4.12             |                  |
| Середньомісячна сонячна радіація, кДж/м²·день | 4980             | 8436             | 12325            | 15379            | 18240            | 20218            | 19611            | 17234            | 12658            | 7856             | 4681             | 3737             |                  |
| --------------------------------------------- | ---------------- | ---------------- | ---------------- | ---------------- | ---------------- | ---------------- | ---------------- | ---------------- | ---------------- | ---------------- | ---------------- | ---------------- | ---------------- |
| Джерело:                                      |                  |                  |                  |                  |                  |                  |                  |                  |                  |                  |                  |                  |                  |